# Erik Gustaf Lidbeck
Erik Gustaf Lidbeck (né le 21 juin 1724 dans la commune d'Åmål ; décédé le 9 février 1803 à Lund) est un médecin et professeur suédois d'histoire naturelle et d'économie à l'université de Lund.

## Biographie
À l'âge de 17 ans, Erik Gustaf Lidbeck s'inscrit à l'université d'Uppsala et est rapidement remarqué par Carl von Linné. Il l'accompagne en 1746 dans son voyage vers le Västergötland, où Lidbeck doit rédiger le journal de Linné. Deux ans plus tard, il est nommé, sur proposition de Linné, professeur d'histoire naturelle et d'économie, bien qu'il n'obtienne sa maîtrise qu'en 1749.
Toujours sur la suggestion de Linné, il est nommé en 1750 médecin à Lund. Deux ans plus tard, en 1752, Lidbeck est nommé à la tête du jardin botanique de Lund, et il doit ensuite faire une déclaration à chaque réunion de la diète impériale sur l'avancement des plantations en Scanie. En 1756, la référence de Lidbeck à la nécessité d'une chaire de professeur d'histoire naturelle à Lund est évaluée positivement par la Diète, et Lidbeck est devenu le premier titulaire de la nouvelle chaire et directeur de toutes les plantations de Scanie. En 1760, Lidbeck épouse Klara Grape. Il est finalement nommé professeur d'économie en 1786. En 1763, 1775 et 1783, il a été le recteur de l'université de Lund. En 1795, il prend sa retraite ; le chimiste Anders Jahan Retzius lui succède.
En plus de ses conférences, Lidbeck est surtout connu pour ses plantations. Par exemple, il introduit la pomme de terre en Scanie. En 1755, il est nommé membre de l'Académie royale des sciences de Suède.